# دهستان ماژین
ماژین، دهستانی از توابع بخش ماژین شهرستان دره‌شهر در استان ایلام ایران است.

## جمعیت
براساس سرشماری سال ۱۳۸۵ جمعیت آن ۳٬۱۶۶ نفر (۶۱۹ خانوار) بوده‌است.